# Soundcheck

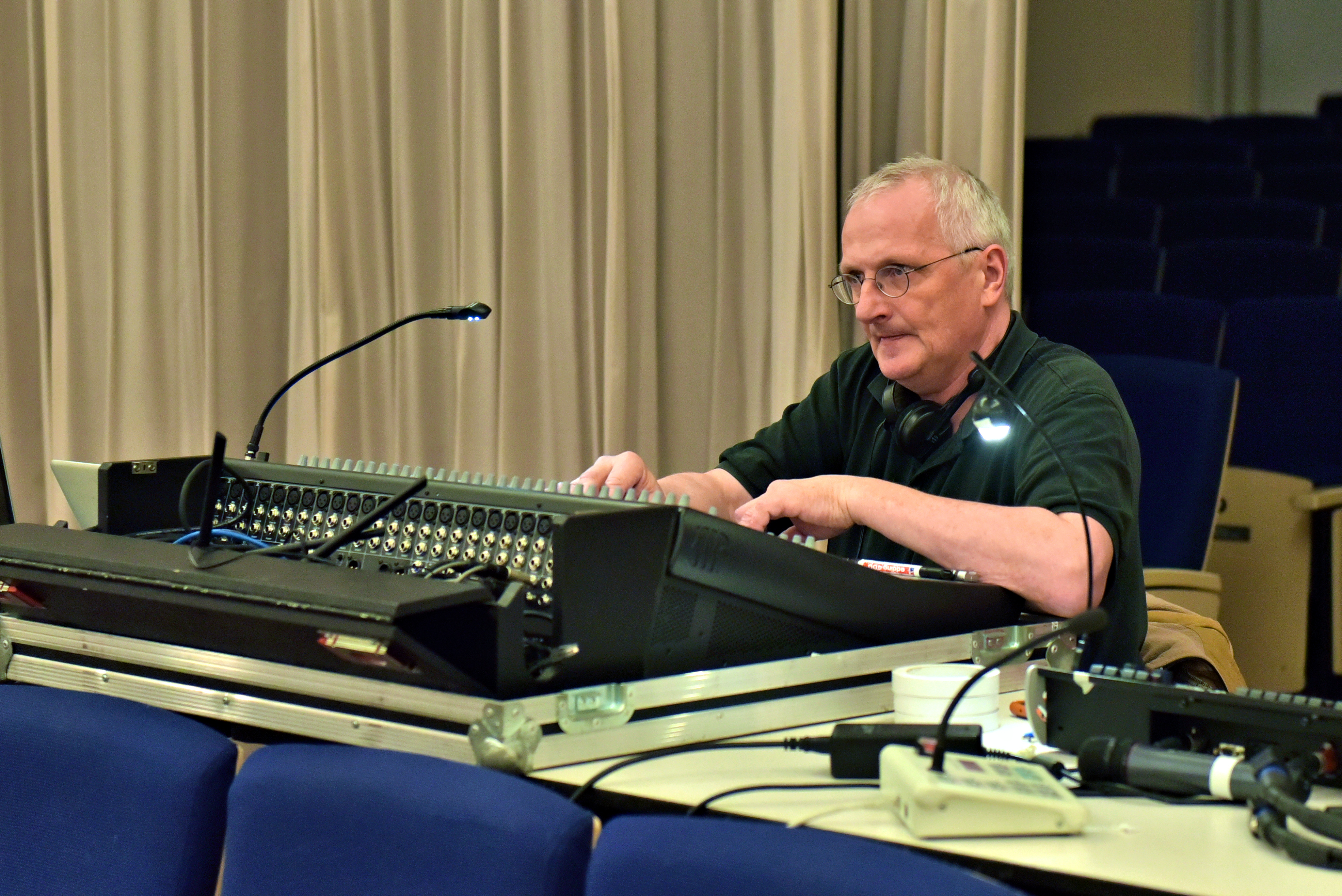
Soundcheck, Kolosseum Lübeck, März 2018, Tontechniker am Mischpult (FOH)

Unter einem Soundcheck (engl. sound = Klang, check = Überprüfung, ['saʊnd 'tʃek], früher auch: Mikrofonprobe) versteht man die Kontrolle und Einstellung der Beschallungsanlage vor dem eigentlichen Einsatz. Der englische Begriff wird auch auf deutschsprachigen Bühnen verwendet und im Regelfall nicht übersetzt.

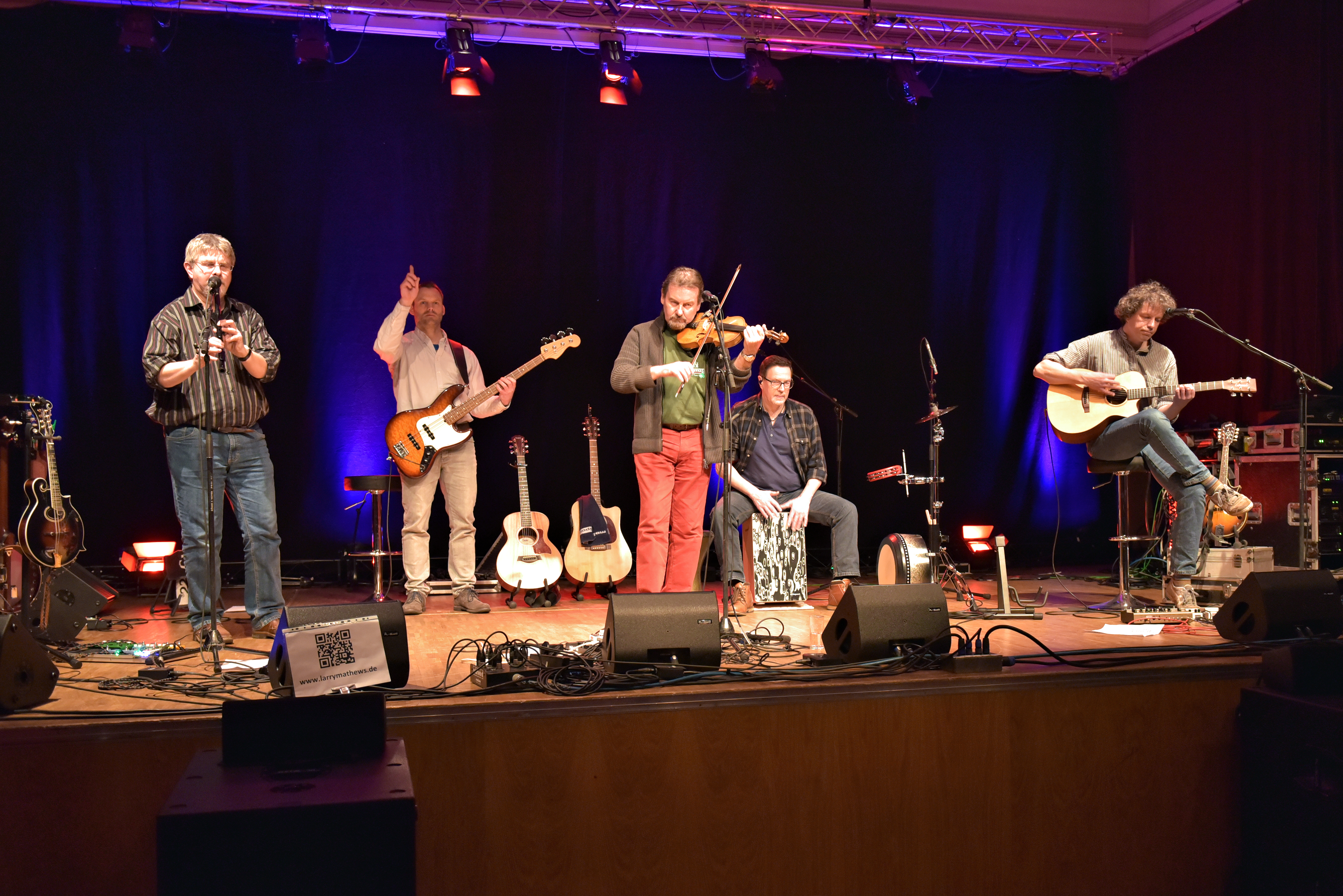
Soundcheck, Kolosseum Lübeck, März 2018, Handzeichen von der Bühne: Monitor lauter

Mit der zunehmenden Komplexität der Beschallungsanlagen (PA, von Public Address – an das Publikum gerichtet) ist es unabdingbar geworden, diese Anlagen, insbesondere im mobilen Einsatz auf Tourneen vor jedem Auftritt zu überprüfen und einzustellen. Je nach Komplexität der PA, Anforderungen der Künstler, insbesondere aber der Vertrautheit aller beteiligten Personen untereinander (es kommt nicht selten vor, dass sich Musiker und Beschaller kurz vor dem Konzert zum ersten Mal sehen), kann ein Soundcheck von wenigen Minuten bis hin zu mehreren Stunden dauern. Es müssen dabei sowohl die Anlage für den Publikumsraum (Front of House, FOH) wie auch die Monitor-Anlage für die Musiker auf der Bühne eingestellt werden. Diese beiden Anlagen werden getrennt eingestellt. Der Sound auf der Bühne entspricht nicht dem, was das Publikum hört.
Die Vorstufe zum Soundcheck ist der sogenannte Linecheck, bei dem lediglich überprüft wird, ob alle Signalkanäle richtig angeschlossen sind und funktionieren. Das ist auch der Moment, an dem so banale Phrasen wie „Eins, zwo, Test“ oder „One, two, test“ zu hören sind.